# رادوان گاوریلویچ
رادوان گاوریلوویچ (به صربی: Radovan Gavrilovic) متولد ۸ مارس ۱۹۸۲ بازیکن والیبال اهل صربستان است.
رادوان سابقه حضور در باشگاه های میلیسیونار، بنات، تاکوو، ریبنیسا کرایوو، فولاد ارومیه، تی وی آمریسویل و کمبری را در کارنامه خود دارد.